# Utricularia incisa
Utricularia incisa — вид рослин із родини пухирникових (Lentibulariaceae).

## Середовище проживання
Цей вид був зафіксований лише в трьох місцевостях на Кубі.
Це багаторічна підвішена водяна рослина в озерах і басейнах, у глибоких водоймах.